# Un roman russe
Un roman russe est un récit français d'Emmanuel Carrère publié en 2007 aux éditions P.O.L.
Il a été sélectionné dans les dix ouvrages en lice pour le Prix France Culture-Télérama 2007[Pas dans la source].

## Résumé
Dans une démarche autobiographique et introspective,,, l'auteur entrelace trois récits. Le premier reprend l'histoire, déjà racontée dans son documentaire Retour à Kotelnitch, d'un paysan hongrois capturé par l'Armée rouge en 1944, interné pendant cinquante-six ans en URSS puis rapatrié à Budapest. Le deuxième concerne les conséquences désastreuses pour sa vie de couple de la publication de sa nouvelle érotique L'Usage du Monde en 2002. La dernière raconte l'histoire de Georges Zourabichvili, son grand-père maternel, émigré en France dans les années 1920 et exécuté après la Libération.